# Inostranceviinae
Sous-famille
Synonymes
- Inostranceviidae Pravoslavlev, 1927[1]

Genres de rang inférieur
- † Inostrancevia
- † Pravoslavlevia

Les Inostrancéviinés (Inostranceviinae) sont une sous-famille éteinte de thérapsides gorgonopsiens, partageant un ancêtre commun avec les rubidgéinés et ayant vécu durant le Permien supérieur. Seuls deux genres sont connus, tous deux de Russie, ex-Union soviétique.

## Liste des genres
Selon BioLib (30 octobre 2019) :
- Inostrancevia Amalitzki, 1922 †
- Pravoslavlevia Vjushkov, 1953 †